# Travis T. Flory
Travis T. Flory (* 24. Mai 1992 in San Bernardino, Kalifornien) ist ein US-amerikanischer Schauspieler, welcher durch seine Rolle als Joey Caruso in der Serie Alle hassen Chris (2005–2009) bekannt wurde. Flory ist seit 1999 als Schauspieler aktiv und sein Arbeitsschwerpunkt liegt auf Fernsehproduktionen. Derzeitiger Wohnort von Flory ist Yucaipa.

## Filmografie (Auswahl)
- 1999: Becker (Fernsehserie, eine Folge)
- 2001: Band of Brothers – Wir waren wie Brüder (Band of Brothers, Miniserie)
- 2005: 2005: Einsatz auf 4 Pfoten (The 12 Dogs of Christmas)
- 2005: Zoey 101 (Fernsehserie, eine Folge)
- 2005–2009: Alle hassen Chris (Everybody Hates Chris, Fernsehserie, 55 Folgen)
- 2006: Nip/Tuck – Schönheit hat ihren Preis (Nip/Tuck, Fernsehserie, eine Folge)
- 2007: Lizenz zum Heiraten (License to Wed)
- 2008: Stiefbrüder (Step Brothers)
- 2008: R.L. Stines Geistermeister – Besuch aus dem Jenseits (Mostly Ghostly)
- 2010: Gary Unmarried (Fernsehserie, eine Folge)